# Antônio Abrahão Caram
Antonio Abrahão Caram (Conselheiro Lafaiete, 9 de fevereiro de 1913 - Belo Horizonte, 31 de janeiro de 1965) foi um político, tabelião e dirigente esportivo brasileiro.

## Biografia
Caram nasceu numa localidade de Conselheiro Lafaiete que futuramente se chamaria Cristiano Otoni e se emanciparia. Foi pioneiro da atividade sindical em Minas Gerais, quando a antiga União dos Empregados do Comércio de Belo Horizonte, da qual era Presidente, recebeu das mãos do Ministro Joaquim Pedro Salgado Filho, a primeira carta sindical expedida para Minas Gerais. Como comerciário participou de inúmeras campanhas trabalhistas, dentre elas a que reivindicou o dia de oito horas de trabalho e a criação da Caixa dos Empregados do Comércio, de que resultou a criação do IAPC – Instituto de Aposentadoria e Pensão dos Comerciários.
Foi Juiz Vogal dos empregados em uma das primeiras Juntas de Conciliação e Julgamento, quando da criação da Justiça do Trabalho, que funcionava apenas no âmbito administrativo e suas funções eram gratuitas e consideradas serviço relevante.
Formou na antiga Frente Única Municipal. Participou da fundação da Aliança Trabalhista de Minas Gerais, que se transformou, posteriormente, na seção estadual do PTB – Partido Trabalhista Brasileiro, criado por Getúlio Vargas.
Desligou-se desse Partido para participar da fundação do PSD – Partido Social Democrático, a convite de Juscelino Kubitschek, organizando, em seguida, o diretório municipal do Partido em Belo Horizonte, do qual foi secretário-geral por diversos anos, até ser eleito Vice-Presidente. Exerceu a Presidência quando Juscelino se afastou para assumir o Governo do Estado, em 1951. Em 1959 foi eleito Presidente do PSD Municipal, cargo que ocupou até 1964.
Em 1946, quando o Presidente Eurico Gaspar Dutra criou o órgão de controle de preços, foi nomeado membro da Comissão Municipal de Abastecimento e Preços, cargo do qual se exonerou aquando da promulgação da Constituição Federal.
Exerceu a Presidência da Companhia de Armazéns Gerais de Minas Gerais, de 1952 a 1954.
Em 1954, fez concurso para provimento de Cartório na Capital e, aprovado, foi nomeado titular do Cartório do 4.º Ofício do Registro de Imóveis da Comarca de Belo Horizonte.

## Atividades no desporto
Fundou, em 1932, o clube amadorista dos empregados do comércio, o UEC Esporte Clube. Em seguida, por designação do Presidente da Federação Mineira de Futebol, fundou o Departamento de Futebol Amador – DFA.
Na FMF, foi diretor do Departamento de Interior e do DFA, foi membro do Conselho Superior e Vice-Presidente. Eleito Presidente da FMF em 1952, organizou e aparelhou a entidade, criando, também, o fundo para aquisição da sede própria. Levantou a bandeira da renovação dos quadros da Confederação Brasileira de Desportos - CBD (hoje CBF) e lutou, no princípio sozinho, contra os grupos então dominantes na CBD. Foi o principal responsável, reconhecido pela imprensa nacional, pela quebra da hegemonia do Rio e São Paulo na CBD, logrando, finalmente, ver vitoriosa a sua tese com a marcação de eleições naquela entidade.
Em 1951, foi nomeado pelo Governador Juscelino Kubitschek, membro da Diretoria de Esportes, dando ao órgão movimento de Secretaria de Estado, com a construção de dezenas de Praças de Esportes, meta do Governo JK.
Como membro da Diretoria de Esportes, fundou a Escola de Educação Física, mais tarde absorvida pela Universidade de Minas Gerais, hoje Universidade Federal de Minas Gerais.
Ainda em 1951, foi incumbido de organizar o Conselho Regional de Desportos, sendo nomeado um dos seus membros, como representante do Conselho Nacional de Desportos – CND, onde foi eleito Presidente do órgão.
Foi Presidente do América Futebol Clube (Minas Gerais) de 30 de agosto de 1958 a 11 de dezembro de 1960 e benemérito de inúmeras associações amadoristas e de categorias profissionais no estado, tendo sido agraciado em 1960 com a Medalha do Mérito Desportivo. Foi um dos fundadores e, depois, Presidente da Associação de Pais e Mestres do Colégio Marista Dom Silvério, em Belo Horizonte, uma das primeiras entidades do gênero em Minas Gerais.  Também foi um dos integrantes do Grupo de Trabalho criado pelo Governador José de Magalhães Pinto para estudar e propor solução para o problema da navegação aérea em Minas Gerais.
Foi um dos maiores incentivadores da construção do Estádio Minas Gerais (hoje Estádio Governador Magalhães Pinto ou Mineirão) após combater e demonstrar a impraticabilidade de um projeto que visava construir outro, às margens da rodovia BH-Rio. Colaborou na elaboração do projeto do atual Estádio, posteriormente, submetido à Assembleia Legislativa.
Participou de inúmeras iniciativas de importância, à época, para o esporte mineiro, dentre elas a construção da sede social do Cruzeiro Esporte Clube no Barro Preto, a instalação das primeiras traves redondas em Minas Gerais, no antigo Estádio Otacílio Negrão de Lima, do América Futebol Clube, a iluminação do Estádio Independência, entre outras.
Filho de José Abrahão Caram e Sophia Karuz Abrahão Caram, ambos libaneses, foi casado com Nassum Gazire Caram, com quem teve dois filhos: Antonio Abrahão Caram Filho, advogado e administrador, e Maria José Abrahão Caram.

## Homenagem em logradouro
Conforme Projeto de Lei proposto à Câmara Municipal de Belo Horizonte em 27 de Janeiro de 1966 pelos Vereadores José Greco e Abdo Meni, com o apoio dos Vereadores Nilson Gontijo Santos e Antonio F. Dutra (sancionada pelo Prefeito Oswaldo Pierucetti em abril do mesmo ano), foi dado o nome de Avenida Antônio Abrahão Caram à via pública que conecta a Avenida Presidente Antonio Carlos ao Estádio Minas Gerais (hoje Estádio Governador Magalhães Pinto ou Mineirão) na Pampulha em Belo Horizonte.